# Sleep Through the Static
Sleep Through the Static es el cuarto álbum de estudio del cantante y compositor estadounidense Jack Johnson. Fue lanzado en Estados Unidos el 5 de febrero de 2008. Fue grabado en el estudio Solar Powered Plastic Plant de Los Ángeles, lo que lo convierte en el primer álbum de Jack Johnson en no ser grabado en Hawái. Fue producido por JP Plunier.
El álbum fue presentado en vivo por primera vez en la BBC en diciembre para un pequeño grupo de sus fanes. Pese a haber recibido críticas poco prometedoras por parte de la crítica profesional, las ventas a nivel mundial de Sleep Throuh the Static demostratron que la mayoría de los seguidores de Johnson no se mostraron decepcionados, siendo las críticas negativas contrarrestadas con buena publicidad de boca en boca.
El primer sencillo, If I Had Eyes, fue lanzado a través de la página de MySpace de Johnson el 17 de diciembre de 2007. El segundo sencillo del álbum fue Hope, y fue lanzado en septiembre del año siguiente, alcanzado el puesto #30 en las listas de Billboard.
El álbum debutó en el puesto número uno en la lista Billboard 200, vendiendo aproximadamente 375 000 copias en su primera semana, incluyendo 139 000 descargas digitales. Este último fue un récord para ventas de álbumes por ese medio.  También debutó en las listas a nivel mundial en puesto número uno vendiendo 577 000 unidades. Rompió el récord del sencillo más descargado en iTunes en un solo día, hasta que Viva la Vida or Death and All His Friends de Coldplay fijó uno nuevo.
Sleep Through the Static continuó como número uno en el Billboard 200 en su la segunda semana después de su lanzamiento, vendiendo en ésta más de 180 000 copias, y continuó en la máxima posición en la lista en su tercera semana vendiendo 105 000 copias. Finalmente cayó del puesto número uno en su cuarta semana cuando vendió aproximadamente 92 000 copias. El álbum fue seleccionado como el #45 en la lista de los 50 mejores álbumes de 2008 por parte de la revista Q.

## Lista de canciones
1. "All at Once" – 3:38
2. "Sleep Through the Static" – 3:43
3. "Hope" (Jack Johnson, Zach Rogue) – 3:42
4. "Angel" – 2:02
5. "Enemy" – 3:48
6. "If I Had Eyes" – 3:59
7. "Same Girl" – 2:10
8. "What You Thought You Need" – 5:27
9. "Adrift" – 3:56
10. "Go On " – 4:35
11. "They Do, They Don't" – 4:10
12. "While We Wait" – 1:26
13. "Monsoon" (Jack Johnson, Merlo Podlewski) – 4:17
14. "Losing Keys" – 4:28
15. "Home"  (acústica)- 3:30

## Banda
- Jack Johnson - voces y guitarra
- Adam Topol - batería y percusión
- Merlo Podlewski - bajo
- Zach Gill - piano, Wurlitzer, clavinet, sintetizador, acordeón, melódica y coros
- Danny Riley - coros en "If I Had Eyes" (falleció en 2007)
- JP Plunier - coros y palmas en "If I Had Eyes"
- Emmett Malloy y Josh Arroyo - palmas en "If I Had Eyes"
- Trent Johnson - guitarra acústica en "Go On"

## Remix
Sleep Through the Static: Remixed fue un álbum remix de 2008 con canciones de Sleep Through the Static.

### Lista de canciones
Audio:
1. Hope (Nightmares on Wax Remix)
2. Losing Keys (Katalyst Remix)
3. Monsoon (Money Mark Casio Remix)
4. Angel (Kid Koala Remix)
5. They Do, They Don’t (DJ Tropikal Remix)
6. Hope (Mario C. Remix)
7. If I Had Eyes (Culver City Dub Collective Remix)
8. Enemy (Worst Friends Remix)

Video:
1. "Adrift" (Live Studio Session)
2. "Enemy" (Live Studio Session)
3. "Sleep Through the Static/I Love You and Buddha Too" (Live Studio Sessions)